# Boxe nos Jogos Pan-Americanos de 2019 - Peso galo feminino
A categoria até 57 kg feminino ou galo feminino do boxe nos Jogos Pan-Americanos de 2019, foi disputada entre 27 e 1 de agosto na Villa Desportiva Regional de Callao, no Coliseu Miguel Grau.

## Calendário
Horário local (UTC-5).
| Data        | Horário | Fase             |
| ----------- | ------- | ---------------- |
| 27 de julho | 14:00   | Quartas-de-final |
| 30 de julho | 13:00   | Semifinal        |
| 1 de agosto | 19:00   | Final            |

## Medalhistas
| Ouro   | ARG Leonela Sánchez                |
| Prata  | BRA Jucielen Romeu                 |
| Bronze | COL Yeni Arias USA Yarisel Ramirez |

## Resultados
Os resultados foram os seguintes. 

### Chave
|  | Quartas de final       | Quartas de final       | Quartas de final |  |  | Semifinal           | Semifinal           | Semifinal          |   |                     | Final               | Final | Final |
|  |                        |                        |                  |  |  |                     |                     |                    |   |                     |                     |       |       |
|  | COL Yeni Arias         | COL Yeni Arias         | 3                |  |  |                     |                     |                    |   |                     |                     |       |       |
|  | CAN Sabrina Aubin      | CAN Sabrina Aubin      | 2                |  |  | COL Yeni Arias      | COL Yeni Arias      | 0                  |   |                     |                     |       |       |
|  | ARG Leonela Sánchez    | ARG Leonela Sánchez    | 5                |  |  | ARG Leonela Sánchez | ARG Leonela Sánchez | 5                  |   |                     |                     |       |       |
|  | PER Fiorela Goicochea  | PER Fiorela Goicochea  | 0                |  |  |                     |                     |                    |   | ARG Leonela Sánchez | ARG Leonela Sánchez | 4     |       |
|  | USA Yarisel Ramirez    | USA Yarisel Ramirez    | 5                |  |  |                     | BRA Jucielen Romeu  | BRA Jucielen Romeu | 1 |                     |                     |       |       |
|  | ESA Yamileth Solórzano | ESA Yamileth Solórzano | 0                |  |  | USA Yarisel Ramirez | USA Yarisel Ramirez | 0                  |   |                     |                     |       |       |
|  | NCA Keyling Reyes      | NCA Keyling Reyes      |                  |  |  | BRA Jucielen Romeu  | BRA Jucielen Romeu  | 5                  |   |                     |                     |       |       |
|  | BRA Jucielen Romeu     | BRA Jucielen Romeu     | RSC              |  |  |                     |                     |                    |   |                     |                     |       |       |
|  |                        |                        |                  |  |  |                     |                     |                    |   |                     |                     |       |       |
|  |                        |                        |                  |  |  |                     |                     |                    |   |                     |                     |       |       |